# Trojmezenská hornatina
Trojmezenská hornatina je geomorfologický podcelek na jihovýchodním okraji Šumavy. Rozprostírá se na ploše 360 km² (je tak druhým nejrozsáhlejším geomorfologickým podcelkem Šumavy) a má průměrnou nadmořskou výšku 856 m. Na západě sousedí s Šumavskými pláněmi, na severu s Vltavickou brázdou, na východě s Českokrumlovskou vrchovinou. Hornatina je vrásno-zlomového původu a je tvořena hlavním podélným hřbetem směru SZ – JV, který je příčným zprohýbáním rozdělen na samostatné horské masívy a kotliny. Ve vrcholových partiích jsou četné skalní útvary vzniklé periglaciálním a glaciálním zvětráváním (Třístoličník, Perník, Koňský vrch, V pařezí, Vyklestilka, Luč).

## Geologická stavba
Trojmezenská hornatina je tvořena z biotitických rul moldanubika, z biotitického granodioritu a dvojslídných granodioritů a žul moldanubického plutonu.

## Nejvyšší vrcholy
| - Plechý (1378 m) - Nad Rakouskou loukou (1378 m) - Trojmezná (1362 m) - Vysoký hřeben (1341 m) - Smrčina (1338 m) - Hochstein (1332 m) - Třístoličník (1302 m) - Hraničník (1280 m) - Studničná (1160 m) | - V pařezí (1146 m) - Kopka (1119 m) - Žlebský kopec (1080 m) - Jelenská hora (1069 m) - Stožec (1065 m) - Perník (1049 m) - Hvozd (1047 m) - Vítkův kámen (1035 m) | - Radvanovický hřbet (1029 m) - Koňský vrch (1026 m) - Kapraď (1026 m) - Svatý Tomáš (1026 m) - Špičák (1021 m) - Medvědí vrch (1017 m) - Hvězdná (1012 m) - Velký Plešný (1011 m) |

## Geomorfologické okrsky
Hornatina se člení na sedm geomorfologických okrsků:
- Stožecká hornatina
- Plešská hornatina
- Novopecká kotlina
- Vítkokamenská hornatina
- Lučská hornatina

Podrobné geomorfologické členění uvádí následující tabulka:
| Geomorfologické členění Šumavy                                                       | Geomorfologické členění Šumavy | Geomorfologické členění Šumavy                                                                                     |
| ------------------------------------------------------------------------------------ | ------------------------------ | --- |
| ČESKÁ VYSOČINA • Šumavská subprovincie • Šumavská hornatina                          |                                | |
| ŠUMAVSKÉ PLÁNĚ                                                                       | Kochánovské pláně              | Javorensko-vysocký hřbet (Javorná, 1090 m) Zhůřské pláně (Nad Šmauzy, 1068 m)                                      |
| ŠUMAVSKÉ PLÁNĚ                                                                       | Kvildské pláně                 | Prášilské pláně (Poledník, 1315 m) Modravské pláně (Tetřev, 1260 m) Roklanské pláně (Blatný vrch, 1376 m)          |
| ŠUMAVSKÉ PLÁNĚ                                                                       | Javornická hornatina           | nečlení se (Javorník, 1067 m)                                                                                      |
| ŠUMAVSKÉ PLÁNĚ                                                                       | Svojšská hornatina             | nečlení se (Huťská hora, 1188 m)                                                                                   |
| ŠUMAVSKÉ PLÁNĚ                                                                       | Knížecí pláně                  | Lipecké pláně (Výška, 1118 m) Novosvětské pláně (Obrovec, 1164 m) Stráženské pláně (Žlíbský vrch, 1133 m)          |
| ŽELEZNORUDSKÁ HORNATINA                                                              | Debrnická hornatina            | nečlení se (Plesná, 1338 m)                                                                                        |
| ŽELEZNORUDSKÁ HORNATINA                                                              | Královský hvozd                | nečlení se (Jezerní hora, 1344 m)                                                                                  |
| ŽELEZNORUDSKÁ HORNATINA                                                              | Pancířský hřbet                | Můstecký hřbet (Můstek 1235 m) Prenetský hřbet (Prenet, 1071 m) Hojsovostrážská hornatina (Můstek Z I, 1006 m)     |
| TROJMEZENSKÁ HORNATINA                                                               | Stožecká hornatina             | Radvanovická vrchovina (Žlebský kopec, 1080 m) Stráženská kotlina (850 m) Stožecká kotlina (850 m)                 |
| TROJMEZENSKÁ HORNATINA                                                               | Plešská hornatina              | Plešský hřbet (Plechý, 1378 m) Jelenská vrchovina (Jelenská hora, 1069 m)                                          |
| TROJMEZENSKÁ HORNATINA                                                               | Novopecká kotlina              | nečlení se (Šešovec, 899 m)                                                                                        |
| TROJMEZENSKÁ HORNATINA                                                               | Vítkovokamenská hornatina      | Výtoňská hornatina (Vítkův kámen, 1035 m) Pasečenská kotlina (830 m) Hraničenská vrchovina (Mezileský vrch, 884 m) |
| TROJMEZENSKÁ HORNATINA                                                               | Lučská hornatina               | Lipenská vrchovina (Kaliště, 993 m) Loučovická hornatina (Hvězdná, 1012 m)                                         |
| BOUBÍNSKÁ HORNATINA                                                                  | Boubínský hřbet                | nečlení se (Boubín, 1362 m)                                                                                        |
| BOUBÍNSKÁ HORNATINA                                                                  | Včelenská hornatina            | nečlení se (Kupa, 1044 m)                                                                                          |
| ŽELNAVSKÁ HORNATINA                                                                  | Knížecí hornatina              | Chlumská hornatina (Knížecí stolec, 1236 m) Špičácká část (Špičák, 1223 m)                                         |
| ŽELNAVSKÁ HORNATINA                                                                  | Křišťanovská vrchovina         | Skalinská hornatina (1040 m) Arnoštovká pahorkatina (920 m)                                                        |
| VLTAVICKÁ BRÁZDA                                                                     | Hornovltavická brázda          | nečlení se (846 m)                                                                                                 |
| VLTAVICKÁ BRÁZDA                                                                     | Dolnovltavická brázda          | nečlení se (790 m)                                                                                                 |
| PROVINCIE • Subprovincie • Oblast / Celek / PODCELEK • Okrsek • Podokrsek • (vrchol) |                                | |